# Mecânica clássica de Koopman-von Neumann
A mecânica clássica de Koopman-von Neumann ou mecânica KvN, é uma descrição da mecânica clássica em termos do espaço de Hilbert, introduzida por Bernard Koopman e John von Neumann em 1931 e 1932.  Koopman e von Neumann demonstraram que um espaço de Hilbert de funções de onda quadráticas integráveis e complexas pode ser definido de uma forma que a mecânica clássica posa ser formulada como uma teoria operativa semelhante à mecânica quântica.

## Analogia quântica
Sendo explicitamente baseado na linguagem espacial de Hilbert, a mecânica clássica de KvN adota muitas técnicas da mecânica quântica, por exemplo, técnicas de diagrama e perturbação, bem como métodos integrais funcionais. A abordagem KvN é muito geral e foi estendida a sistemas dissipativos, mecânica relativista e teoria clássica de campos.
Propagação KvN vs propagação de Wigner
- Contrapartida quântica da propagação KvN clássica à esquerda: A evolução do tempo de função de Wigner<ref>